# Birmingham (Missouri)
Birmingham és una població dels Estats Units a l'estat de Missouri. Segons el cens del 2000 tenia 214 habitants.

## Demografia
Segons el cens del 2000, Birmingham tenia 214 habitants, 82 habitatges, i 56 famílies. La densitat de població era de 162 habitants per km².
Dels 82 habitatges en un 42,7% hi vivien nens de menys de 18 anys, en un 52,4% hi vivien parelles casades, en un 8,5% dones solteres, i en un 31,7% no eren unitats familiars. En el 24,4% dels habitatges hi vivien persones soles el 7,3% de les quals corresponia a persones de 65 anys o més que vivien soles. El nombre mitjà de persones vivint en cada habitatge era de 2,61 i el nombre mitjà de persones que vivien en cada família era de 3,2.
Per edats la població es repartia de la següent manera: un 31,3% tenia menys de 18 anys, un 9,8% entre 18 i 24, un 26,6% entre 25 i 44, un 24,8% de 45 a 60 i un 7,5% 65 anys o més.
L'edat mediana era de 33 anys. Per cada 100 dones de 18 o més anys hi havia 107 homes.
La renda mediana per habitatge era de 36.563 $ i la renda mediana per família de 45.000 $. Els homes tenien una renda mediana de 38.125 $ mentre que les dones 22.857 $. La renda per capita de la població era de 16.420 $. Entorn del 8,1% de les famílies i el 5,1% de la població estaven per davall del llindar de pobresa.

## Poblacions més properes
El següent diagrama mostra les poblacions més properes.